# Turoni
I Turoni erano un popolo gallico. Occupavano la regione della Turenna e diedero il loro nome alla città di Tours.
La città dei Turoni beneficiò di uno statuto di città libera, come attestato sull'iscrizione visibile sulle fondazioni della cinta muraria del basso impero nel sottosuolo del Museo di belle arti: CIVITAS TURONORUM LIBERA.